# Der Vetter Basilio
Der Vetter Basilio é um telefilme da Alemanha Ocidental, realizado por Wilhelm Semmelroth, baseado no livro O Primo Basílio, de Eça de Queirós. Com Diana Körner, Erich Schleyer, Hans von Borsody e Ingeborg Lapsien nos papéis principais.
O filme foi exibido originalmente pelo canal alemão WDR em duas partes de 90 minutos cada, estreadas em 3 e 6 de julho respetivamente.

## Elenco
- Diana Körner: Luísa
- Erich Schleyer: Jorge
- Hans von Borsody: Basílio
- Ingeborg Lapsien: Juliana
- Edda Pastor: Joana
- Elfriede Stahl-Schulze: D. Felicidade
- Hans Timerding: Conselheiro
- Günter Lamprecht: Sebastião
- Hans-Joachim Schmiedel: Julião
- Reinhard Musik: Ernestinho
- Birke Bruck: Leopoldina
- Grete Wurm: Tante Vitória
- Ernst Stankovski: Reinaldo
- Max Mairich: Mastro
- Jean Pierre Zola: Azurara